# Cherry Matriz
Cherry Matriz – filipińska zapaśniczka walcząca w stylu wolnym. 
Zajęła 26. miejsce na mistrzostwach świata w 2006. Srebrna medalistka igrzysk Azji Południowo-Wschodniej w 2005 i brązowa w 2003 roku.